# Puščičasto krilo
Puščičasto krilo, tudi krilo z naklonom ali naklonjeno krilo (ang. Swept Wing) je tip letalskega krila, ki se uporablja za visoke podzvočne in nadzvočne hitrosti leta. Najdemo ga skoraj na vseh reaktivnih letalih in tudi na nekaterih propelerskih (turboproplerskih) letalih. 
Letala z ravnimi krili po navadi operirajo pri hitrostih do okrog 700 km/h, pri katerih ne pride do stiskanja (kompresije) zraka. Pri večji hitrostih se pojavi upor zaradi stiskanja - valovni upor, ki zelo poveča celotni zračni upor. Pri puščičastih krilih se ta upor zmanjša oziroma se pojavi kasneje.
Koncept se je prvič pojavil v 1930ih v Nemčiji, vendar so ga praktično uporabili šele na koncu 2. svetovne vojne pri nemškem reaktivnem lovcu Me 262. Puščičasta krila so se pojavila na lovcih druge generacije, kot npr. MiG-15 in F-86 Sabre, saj so prednosti pred ravnimi krili hitro postale očitne (še zlasti na osnovi po vojni pridobljenih podatkov nemških proizvajalcecv). 
Termin puščičasto krilo se uporablja za krila z naklonom nazaj. Gibljivo krilo je puščičasto krilo, pri katerem se spreminja naklon npr. Grumman F-14 Tomcat. Obstajajo pa tudi letala z negativno puščico (negativnim naklonom oz. naklonom naprej) npr. Grumman X-29 ali Suhoj Su-47. Obstaja tudi prototip s poševnim (pivotirajočim) krilom npr. NASA AD-1, 